# Kimberly Brooks
Kimberly Brooks, född den 29 juli 1981[källa behövs] i Los Angeles, är en amerikansk röstskådespelerska inom anime-, film-, datorspels- och teaterbranschen. Hon är mest känd för att ha röstat karaktärer som Ashley Williams i Mass Effect-serien, Barbara Gordon/Oracle i Batman: Arkham Asylum och Batman: Arkham City, Shinobu Jacobs i No More Heroes och No More Heroes 2: Desperate Struggle samt Luna i Scooby-Doo-serien.

## Filmografi

### Filmer[1]
| År   | Titel                                    | Roll                   |
| ---- | ---------------------------------------- | ---------------------- |
| 1999 | Scooby-Doo och häxans spöke              | Luna                   |
| 2001 | Jimmy Neutron: Underbarnet               | Zachery/Reporter/Angie |
| 2002 | Den vilda familjen Thornberry – filmen   | Tally (Cheetah Cub)    |
| 2003 | Scooby-Doo and the Legend of the Vampire | Luna                   |
| 2003 | Batman: Mysteriet med Batwoman           | Kathy Duquesne         |
| 2005 | ¡Mucha Lucha!: The Return of El Maléfico | Buena Girl, Snow Pea   |
| 2006 | Nicke Nyfiken                            | Olika röstroller       |
| 2007 | Superman: Doomsday                       | Murphy                 |

### TV[1]
| År        | Titel                                  | Roll                                                                   | Noter     |
| --------- | -------------------------------------- | ---------------------------------------------------------------------- | --------- |
| 1996–2002 | Dexters laboratorium                   | Mee Mee/Gwen/Girl #3/Morally Righteous Rita Doll/Alarm                 | 6 avsnitt |
| 1999–2000 | Powerpuffpinglorna                     | Joey/Sister/Mom #1/Little Brother                                      | 2 avsnitt |
| 2002      | Ozzy and Drix                          | Chistine Kolchuck                                                      |           |
| 2002      | Totally Spies                          | Makita                                                                 | 1 avsnitt |
| 2002      | ¡Mucha Lucha!                          | Buena Girl/Snow Pea/Cindy Slam                                         |           |
| 2002–2003 | What's New, Scooby-Doo?                | Luna, Elliott Binder/Phylidia Flanders/Backup Singer #2/Janet Lawrence | 4 avsnitt |
| 2003      | Justice League                         | Mrs. Saunders                                                          | 1 avsnitt |
| 2001–2004 | Static Shock                           | Puff/Madelyn Spalding                                                  | 7 avsnitt |
| 2004-2006 | Danne Fantom                           | Angela Foley                                                           |           |
| 2004-2006 | Huff                                   | Paula Dellahouse                                                       |           |
| 2010      | Phineas & Ferb                         | Olika röstroller                                                       |           |
| 2005      | Teen Titans                            | Sarasim                                                                | 1 avsnitt |
| 2007      | Random! Cartoons                       | Super John Doe, Jr.                                                    | 1 avsnitt |
| 2007      | Chowder                                | Chutney                                                                | 1 avsnitt |
| 2009      | Pokemon                                | Pokémon Hunter J                                                       |           |
| 2009-     | Special Agent Oso                      | Doctor Maisha McStuffins                                               |           |
|           | Scooby Doo! Mysteriegänget             | Luna och Cassidy Williams (som barn)                                   |           |
| 2011      | Winx Club                              | Stormy                                                                 |           |
| 2012      | Doc McStuffins                         | Doctor Maisha McStuffins och Surfer Girl                               |           |
| 2012-2013 | Ben 10: Omniverse                      | Princess Looma och Rayona                                              |           |
| 2012      | Gravity Falls                          | Olika röstroller                                                       |           |
| 2014      | The Boondocks (season 4)               | Brownee Point                                                          |           |
| 2016      | Voltron – Den legendariska beskyddaren | Prinsessan Allura                                                      |           |

### Datorspel
| År   | Titel                                          | Roll                                     | Noter         |
| ---- | ---------------------------------------------- | ---------------------------------------- | ------------- |
| 2013 | Injustice: Gods Among Us                       | Batgirl                                  |               |
| 2013 | BioShock Infinite                              | Daisy Fitzroy                            |               |
| 2013 | Aliens: Colonial Marines                       |                                          |               |
| 2012 | Halo 4                                         | Dr. Lani Truman                          |               |
| 2012 | Lollipop Chainsaw                              | Rosalind Starling                        |               |
| 2012 | XCOM: Enemy Unknown                            | Kvinnlig soldat                          |               |
| 2012 | Mass Effect 3                                  | Ashley Williams                          |               |
| 2011 | Batman: Arkham City                            | Oracle                                   |               |
| 2011 | Shin Megami Tensei: Devil Survivor Overclocked | Mari Mochizuki                           | (okrediterad) |
| 2010 | Lost Planet 2                                  | Olika röstroller                         |               |
| 2010 | Mass Effect 2                                  | Ashley Williams                          |               |
| 2010 | No More Heroes 2: Desperate Struggle           | Shinobu Jacobs                           |               |
| 2009 | Cross Edge                                     | Anesha                                   |               |
| 2009 | Dragon Age: Origins                            | Lanaya/Olika röstroller                  |               |
| 2009 | James Cameron's Avatar: The Game               | Kendra Midori                            |               |
| 2009 | Marvel: Ultimate Alliance 2                    | Firestar/Psylocke                        |               |
| 2009 | Batman: Arkham Asylum                          | Oracle/Bruce Wayne som barn/Sara Cassidy |               |
| 2009 | Infamous                                       | Olika röstroller                         |               |
| 2008 | Spider-Man: Web of Shadows                     | Olika röstroller                         |               |
| 2008 | Tom Clancy's EndWar                            | Nyhetsuppläsare                          |               |
| 2008 | Metal Gear Solid 4: Guns of the Patriots       | Fiendesoldater/MGO-soldater              |               |
| 2007 | Mass Effect                                    | Gunnery Chief Ashley Williams            |               |
| 2007 | Clive Barker's Jericho                         | Muriel Green                             |               |
| 2007 | Bullet Witch                                   | Olika röstroller                         |               |
| 2007 | No More Heroes                                 | Shinobu Jacobs                           |               |
| 2007 | Spider-Man 3                                   | Olika röstroller                         |               |
| 2007 | Trauma Center: New Blood                       | Valerie Blaylock                         |               |
| 2006 | Dead Rising                                    | Olika röstroller                         |               |
| 2005 | The Matrix: Path of Neo                        | Niobe/Civilist                           |               |
| 2005 | Fatal Frame III: The Tormented                 | Rei Kurosawa/Reika Kuze/Olika röstroller |               |
| 2004 | EverQuest II                                   | Generisk kvinnliga röster                |               |
| 2004 | Shark Tale                                     | Olika röstroller                         |               |
| 2003 | Star Wars: Knights of the Old Republic         |                                          |               |
| 2002 | Maximo: Ghost to Glory                         | Lenore/Mamba Marie/Sephonie              |               |
| 2001 | Star Wars: Galactic Battlegrounds              | Naboo scout captain/Y-Wing pilot         |               |
| 2000 | Dark Reign 2                                   | Sindi                                    |               |
| 1998 | Dark Reign: Rise of the Shadowhand             | Computer                                 |               |
| 1998 | Barbie Riding Club                             | Christie                                 |               |
| 1997 | Dark Reign: The Future of War                  | Dator                                    |               |
| 1997 | Goosebumps: Attack of the Mutant               | Dinah                                    |               |
|      | Infinity Blade III                             | Shell the Merchant                       |               |
|      | Mugen Souls                                    | Dees Vanguard                            |               |